# 烛庸
烛庸（?—?），春秋时期吴国的公子，寿梦的儿子，吴王僚的弟弟。
前515年，楚平王死，吴王僚派公子掩余、公子烛庸率军围潜。季札出使晋国。公子光派专诸刺杀吴王僚，掩余逃到徐国，烛庸逃到钟吾国。前512年，吴王阖闾让徐国、钟吾交出掩余、烛庸，掩余、烛庸逃到楚国。吴国灭掉了徐国、钟吾。楚昭王派监马尹大心迎接掩余、烛庸，让他们住在养。派莠尹然、左司马沈尹戌为他们筑城，来谋攻吴国。子西劝说楚昭王，楚昭王不听。